# Johan Ringeltaube
Johan Ringeltaube, född 1706, död 11 oktober 1760 i Linköping. Han var en svensk tenngjutare i Linköping.

## Biografi
Ringeltaube bodde från 1753 på Sankt Lars kvarter 77 i Linköping. Ringeltaube avled 11 oktober 1760 i Linköping.

### Familj
Ringeltaube var gift med Ingrid Ahlberg (1720-1760).

### Medarbetare
- Almgren. Han var gesäll hos Ringeltaube mellan 1758 och 1759.